# 加里·福克納
加里·福克納（Gary Brooks Faulkner）是加利福尼亚州的一名建筑工人。在2010年企图越境进入阿富汗的纽里斯坦地区，欲獵殺本拉登。因为他说，本拉登藏在那里。福克纳的朋友们说，他是一名虔诚的基督徒，曾在巴基斯坦和阿富汗各处旅行，其後被巴基斯坦警方逮捕。
美国驻巴基斯坦使馆的官员说，他们与在巴基斯坦西北部被拘留的一名美国人会面。此人涉嫌在完成他个人刺杀基地组织头目本拉登的使命。官员以保护隐私为由，拒绝提供有关这次在伊斯兰堡会面的任何其他细节。
巴基斯坦警方说，他们在吉德拉尔地区逮捕了现年50岁的加利福尼亚州建筑工人福克纳。当时他试图越境进入阿富汗东北部的努里斯坦省。他们说，福克纳当时带有一把手枪、一把刀，一把匕首和夜视设备。据传说，本拉登有几个藏身之处，阿富汗的努里斯坦省和巴基斯坦的吉德拉尔地区是其中的两个。